# Органотрофы
Органотрофы — организмы, для которых донорами электронов являются органические вещества. Противопоставлены литотрофам. Органотрофы могут быть миксотрофами.

## Органотрофы и метаболизм
Органические молекулы используются в качестве источника энергии органотрофами, литотрофы используют неорганические субстраты, а фототрофы потребляют энергию солнечного света. Однако, все эти различные формы обмена веществ зависят от окислительно-восстановительных реакций, которые связаны с передачей электронов от восстановленных доноров молекул, таких как органические молекулы, вода, аммиак, сероводород, на акцепторные молекулы, такие как кислород, нитраты или сульфат.

## Примеры
Органотрофами являются бактерии родов Acetobacter и стрептококк, археи порядка Methanosarcinales и семейства галобактерии.